# Natchitoches megye
Natchitoches megye az Amerikai Egyesült Államokban, azon belül Louisiana államban található. Megyeszékhelye Natchitoches. Lakosainak száma 37 515 fő (2020. április 1.). Natchitoches megye Red River, Sabine, DeSoto, Bienville, Winn, Grant, Vernon és Rapides megyékkel határos.

## Népesség
A megye népességének változása:
| Lakosok száma | 39 513 | 39 504 | 39 434 | 39 138 | 39 179 | 37 515 |
|               | 2010   | 2011   | 2012   | 2013   | 2015   | 2020   |